# 唧筒座
唧筒座（英語：Antlia）是南天星座之一。拉丁語義“泵”；代表氣泵。星座於18世紀經尼古拉·路易·拉卡伊創立，原名為“Antlia Pneumatica”，後由約翰·赫歇爾縮減成現在的名稱。唧筒座所在位置靠近舊星座南船座，唧筒座在北緯49度線以南可視全貌。
唧筒座光芒黯淡，最亮的恆星是疑似變星的橘色巨星唧筒座α，視星等為4.22至4.29。唧筒座S屬交食雙星系統，其亮度會因其中一顆星在另一顆星前方通過而變化。兩顆星的距離非常近，擁有共有包層，所以之後必將融合成一顆。唧筒座內已確知HD 93083和WASP-66存在系外行星，此外星座內還有螺旋星系NGC 2997和唧筒座矮星系。

## 歷史

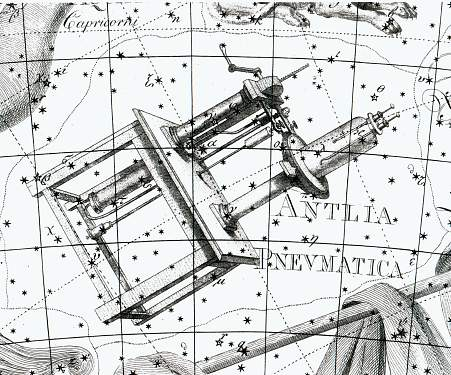
约翰·波得把唧筒座描繪成雙筒氣泵。

法國天文學家尼古拉·路易·拉卡伊在1751年至52年間最早使用法語“la Machine Pneumatique”（氣動泵）一詞來描述這個星座，用意是紀念法國物理學家丹尼斯·帕潘所發明的氣泵。拉卡伊於在好望角逗留的兩年間觀察了差不多一萬顆南天恆星，並把它們分類，還為歐洲不能觀察到的南半天球未開發區域創造了14個星座。除了一個以外他都用象徵歐洲啟蒙時代的各種儀器來命名。拉卡伊於1763年在他的星圖上把星座的名字拉丁化成“Antlia pneumatica”。英國天文學家約翰·赫歇爾於1844年提出將二字的拉丁文名稱縮減成一字，並指出拉卡伊本人有時也會使用自己星座的簡稱。這項提議獲得了普遍採用。國際天文聯會於1922年正式通過唧筒座成為現代88星座之一。
古希臘人雖然因為唧筒座的恆星高於水平線而可以觀察到它們，但是它們實在太黯淡了，因此並沒有被歸入任何的古代星座裏。現時組成唧筒座的恆星位於由古代星座南船座所覆蓋的區域，南船座所代表的是希臘神話中阿爾戈英雄的船阿爾戈號，但是由於南船座實在太巨大了，因此拉卡伊在1763年把它分割成數個較小的星座。伊恩·里德帕夫在報告中指出由於唧筒座恆星的亮度都太低，因此它們不是南船座古典描述的一部份。

### 東方天文學
中國天文學家能夠在他們的緯度觀察到在現代屬於唧筒座的恆星，並把它們歸給兩個不同的星宿。唧筒座南部的數顆恆星屬於翼宿的星官“東甌”，代表中國南方的古國。而唧筒座ε、η和θ則屬於張宿的星官“天廟”，而天廟同時也包含現代羅盤座的恆星。

## 總體特點
唧筒座的面積為238.9平方度，因此佔全天球的0.59%，面積上在現代88星座中位列第62名。它在南天的位置使得北緯49度線以南的人都能觀看整個星座。長蛇座佔據整個唧筒座的北部邊界，而羅盤座、船帆座和半人馬座分別位於唧筒座的西、南、東邊。由國際天文聯會所採納的唧筒座三字母縮寫為Ant。正式的星座邊界由比利時天文學家尤金·德爾波特於1930年制定，形狀是十二邊的多邊形（見右上資料盒的附圖）。這些邊界位處赤道坐標系統的赤經坐標09h 26.5m至11h 05.6m之間，以及赤緯坐標−24.54°至−40.42°之間。

## 細節特徵

### 恆星

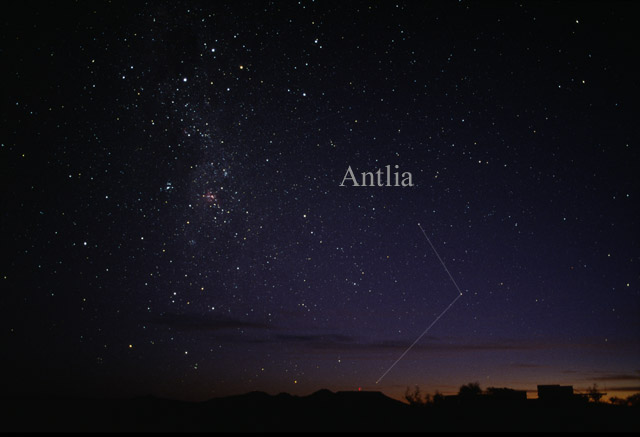
肉眼所見的唧筒座

拉卡伊以拜耳命名法把α到θ分配了給9顆恆星，其中兩顆鄰近的恆星同時以ζ為名。本傑明·阿普索普·古爾德後來添加了以ι命名的第10顆恆星。唧筒座β和γ（今HR 4339和HD 90156）於1930年邊界勾劃時被歸入了一旁的長蛇座。在唧筒座的邊界內共有42顆恆星的視星等亮於或等於6.5。

唧筒座最亮的兩顆星唧筒座α和ε的光芒中都帶有少許紅色。唧筒座α（中名近天紀增二）是一顆橘色的巨星，其恆星光譜分類為K4III，並疑似是一顆變星，亮度介乎4.22至4.29之間。離地球的距離為370±20光年。估計它的光度為太陽的480至555倍，它最有可能是一顆的正在衰老的恆星，現時在增亮的過程中，準備在所有核心燃料都轉化成碳後變成一顆米拉變星。唧筒座ε離地球的距離為710±40光年，它的光譜型為K3IIIa，是一顆零齡主序後的橘色巨星，膨脹後的半徑為太陽半徑的69倍，光度相等於約1,279個太陽。它的亮度有着輕微的變化。唧筒座ι在唧筒座的另一端，它也是一顆橘色的巨星，光譜型為K1III。
唧筒座δ是一組聯星，位於唧筒座α附近，距地球430±30光年。主星是一顆藍白色的主序星，光譜型為B9.5V，視星等為5.6；而伴星則是一顆光譜型為F9Ve恆星，視星等為9.6黃白色的主序星。唧筒座ζ是一組遠距光學雙星。其中較亮的唧筒座ζ1距地球410±40光年，視星等為5.74，是貨真價實的一組聯星，由兩顆白色主序星所組成，它們的視星等分別為6.20和7.01，兩者相隔8.042角秒。較暗的唧筒座ζ2則距地球380±20光年，視星等為5.9。唧筒座ε也是一組雙星，主星為一顆黃白色恆星，光譜型為F1V、視星等為5.31，而伴星的視星等則為11.3。唧筒座θ同樣也是一組雙星，最有可能是由一顆A型主序星和一顆黃色巨星組成。唧筒座S是一個互食雙星系統，它的視星等變化範圍為6.27至6.83，變化週期為15.6小時。這個系統被歸類為大熊座W型變星，其中主星的溫度比伴星高，而視星等的下降是由後者在前者前方通過所引起的。從軌道週期可以計算出成份恆星的性質，計算結果指出主星的質量為太陽的1.94倍，直徑則為2.026倍，而伴星的質量為太陽的0.76倍，直徑則為1.322倍。由於系統兩顆恆星間存在共有包層，能夠分享恆星材料，因此兩者的光度與光譜類型都相近。天文學家認為這個系統的年齡在50至60億歲之間。這兩顆恆星最終會合而為一，形成一顆高速自轉的恆星。
唧筒座T是一顆黃白色的超巨星，光譜型為F6Iab，它也是一顆經典造父變星，視星等變化範圍為8.88至9.82，變化週期為5.9天。唧筒座U是一顆紅色的C型碳星，它也是一顆不規則變星，視星等變化範圍為5.27至6.04。它距地球約900光年，光度約為太陽的5,819倍。唧筒座BF是一顆矮造父變星，它的視星等變化只有0.01。唧筒座AG是一顆不尋常的熱變星，它的光譜型為B9.5Ib-II。它正在經歷激烈的質量流失，它是一顆獨一無二的變星，不屬於任何已知的變星分類，視星等變化範圍由5.29至5.83，變化週期為429天。唧筒座UX是一顆北冕座R型變星，視星等的基準線在11.85左右，它會不規則地變暗，最暗能到18.0以下。它是一顆既光亮又遙遠的超巨星，光譜跟黃白色的F型主序星相似，但是它幾乎沒有氫。

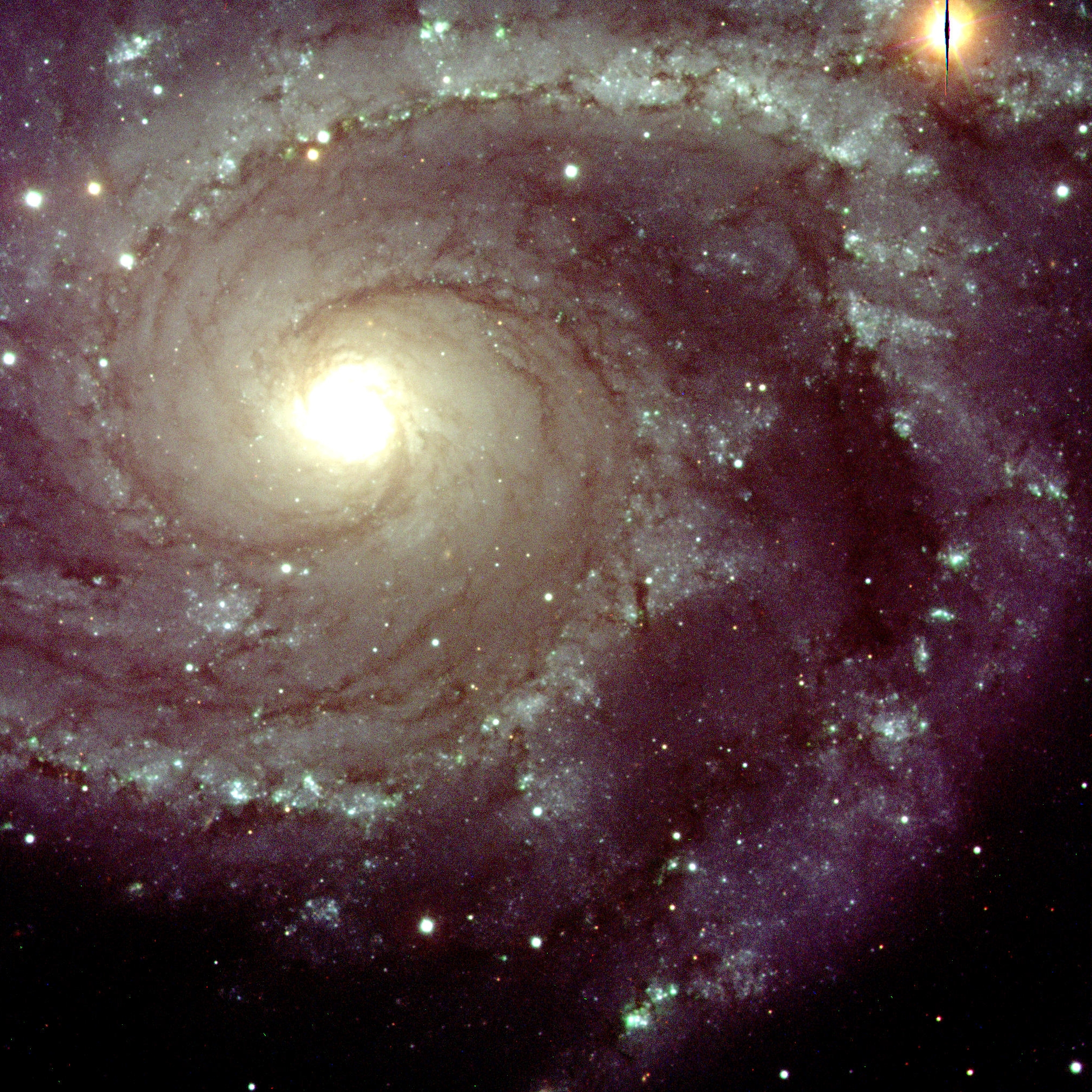
NGC 2997的複合圖片

HD 93083是一顆橘色的矮恆星，光譜型為K3V，它比太陽小，溫度也比太陽低。它有一顆行星，是由高精度徑向速度行星搜索器以徑向速度法於2005年發現。行星的大小與土星相若，環繞恆星一週需時137天，軌道平均半徑0.477天文單位。WASP-66是一顆像太陽的恆星，光譜型為F4V。它有一顆質量為木星2.3倍的行星，每4天圍着它走一圈，這顆行星是在2012年用凌日法發現的。DEN 1048-3956是一顆棕矮星，光譜種類為M8，距地球約13光年。由於視星等17的它實在太黯淡，所以肉眼不能看見。它的表面溫度在2,500左右。天文學家於2002年偵測到兩股持續4至5分鐘的2MASS 0939-2448是一個擁有兩顆既冷且暗的矮星的系統，有可能它們的有效溫度分別約為500和700克耳文，質量約為木星的25和40倍，也有可能它們的溫度都在600克耳文，質量都是木星的30倍。

### 深空天體
唧筒座內有不少黯淡的星系，其中最亮的是視星等為10.6的NGC 2997。它是一個正面朝向地球且旋臂寬鬆的螺旋星系，星系分類為Sc。儘管大部份業餘的天文望遠鏡中都難以區分，但是它在照片上呈現出由年輕恆星組成的明亮星團和不少昏暗的塵埃帶。視星等為14.8的唧筒座矮星系於1997年被發現，是一個屬於本星系群的矮橢球星系。
唧筒座星系團（又名阿貝爾S0636）是一個位於長蛇-半人馬座超星系團的星系團。它是繼室女座星系團和天爐座星系團第三接近本星系群的星系團。這星系團離地球的距離為40.5至40.9百萬秒差距（132.1至133.4百萬光年）。它位於唧筒座的東南角，星系團中最顯著的是兩個巨大的橢圓星系NGC 3268和NGC 3258，兩者分別是南部子團和北部子團的主要星系，而整個星系團共有星系234個。

### 引用
1. ↑  Bakich, Michael E. . Cambridge, United Kingdom: Cambridge University Press. 1995. ISBN 978-0-521-44921-2.
2. 1 2 3  . The Constellations (International Astronomical Union).   [2014-02-14]. （原始内容存档于2013-06-05）.
3. ↑  . Research Consortium on Nearby Stars. 2012-01-01  [2016-05-02]. （原始内容存档于2012-07-31）.
4. ↑  Ridpath, Ian. . Star Tales. Self-published.   [2015-08-25]. （原始内容存档于2016-03-04）.
5. ↑  Lacaille, Nicolas Louis. . Mémoires de l'Académie Royale des Sciences. 1756: 519–592 [589]  [2016-07-31]. （原始内容存档于2021-01-05） （法语）.
6. 1 2 3 4  Ridpath, Ian. . Star Tales.   [2007-12-03]. （原始内容存档于2020-09-15）.
7. 1 2  Wagman 2003，第5–6頁.
8. ↑  Herschel, John. . Monthly Notices of the Royal Astronomical Society. 1844, 6 (5): 60–62  [2016-07-31]. （原始内容存档于2021-01-10）.
9. ↑  Wagman 2003，第25頁.
10. 1 2  Russell, Henry Norris. . Popular Astronomy. 1922, 30: 469. Bibcode:1922PA.....30..469R.
11. ↑  Birren, Peter. . Bloomington, Indiana: Trafford Publishing. 2002: 9, 45. ISBN 1-55369-662-X.
12. ↑  Webb, Thomas William.  2. New York, New York: Dover Publications. 1962: 36. ISBN 978-0-486-20918-0.
13. ↑  Ridpath, Ian. . New York, New York: Smithsonian Handbooks. 2002: 65, 122. ISBN 0-7894-8988-0.
14. 1 2 3 4  Ridpath, Ian. . Star Tales. self-published.   [2015-08-26]. （原始内容存档于2019-03-24）.
15. ↑  Ridpath, Ian. . Star Tales. self-published.   [2016-06-01]. （原始内容存档于2019-03-24）.
16. ↑  Wagman 2003，第29頁.
17. ↑  Bortle, John E. . Sky & Telescope. 2001  [2015-08-26]. （原始内容存档于2014-03-31）.
18. ↑  Arnold, H.J.P; Doherty, Paul; Moore, Patrick. . Boca Raton, Florida: CRC Press. 1999: 97  [2016-07-31]. ISBN 978-0-7503-0654-6. （原始内容存档于2021-01-05）.
19. ↑  Watson, Christopher. . AAVSO Website. American Association of Variable Star Observers. 2010-01-18  [2014-07-25]. （原始内容存档于2021-01-05）.
20. 1 2 3 4 5  van Leeuwen, F. . Astronomy and Astrophysics. 2007, 474 (2): 653–64  [2016-07-31]. Bibcode:2007A&A...474..653V. arXiv:0708.1752 . doi:10.1051/0004-6361:20078357. （原始内容存档于2016-04-02）.
21. ↑  Kaler, James B. . Stars. University of Illinois.   [2014-07-25]. （原始内容存档于2020-05-22）.
22. ↑  Pasinetti-Fracassini, L.E.; Pastori, L.; Covino, S.; Pozzi, A. . Astronomy and Astrophysics. 2001, 367: 521–24. Bibcode:2001A&A...367..521P. arXiv:astro-ph/0012289 . doi:10.1051/0004-6361:20000451.
23. 1 2  McDonald, I.; Zijlstra, A. A.; Boyer, M. L. . Monthly Notices of the Royal Astronomical Society. 2012, 427 (1): 343–57. Bibcode:2012MNRAS.427..343M. arXiv:1208.2037 . doi:10.1111/j.1365-2966.2012.21873.x.
24. ↑  Koen, Chris; Eyer, Laurent. . Monthly Notices of the Royal Astronomical Society. 2002, 331 (1): 45–59. Bibcode:2002MNRAS.331...45K. arXiv:astro-ph/0112194 . doi:10.1046/j.1365-8711.2002.05150.x.
25. ↑  . SIMBAD Astronomical Database. Centre de Données astronomiques de Strasbourg.   [2014-07-29]. （原始内容存档于2021-01-05）.
26. ↑  Huélamo, N.; Neuhäuser, R.; Stelzer, B.; Supper, R.; Zinnecker, H. . Astronomy & Astrophysics. 2000, 359: 227–41. Bibcode:2000A&A...359..227H. arXiv:astro-ph/0005348 .
27. 1 2  Eggleton, P. P.; Tokovinin, A. A. . Monthly Notices of the Royal Astronomical Society. 2008, 389 (2): 869–79. Bibcode:2008MNRAS.389..869E. arXiv:0806.2878 . doi:10.1111/j.1365-2966.2008.13596.x.
28. 1 2  Ridpath 2001，第74–76頁
29. ↑  Kaler, James B. . Stars. University of Illinois. 2013-04-12  [2016-03-25]. （原始内容存档于2021-01-05）.
30. ↑  Watson, Christopher. . AAVSO Website. American Association of Variable Star Observers. 2010-01-04  [2014-05-22]. （原始内容存档于2021-01-05）.
31. 1 2  Gazeas, K.; Stȩpień, K. . Monthly Notices of the Royal Astronomical Society. 2008, 390 (4): 1577–86. Bibcode:2008MNRAS.390.1577G. arXiv:0803.0212 . doi:10.1111/j.1365-2966.2008.13844.x.
32. ↑  Csizmadia, Sz.; Klagyivik, P. . Astronomy and Astrophysics. 2004, 426: 1001–05. Bibcode:2004A&A...426.1001C. arXiv:astro-ph/0408049 . doi:10.1051/0004-6361:20040430.
33. ↑  Watson, Christopher. . AAVSO Website. American Association of Variable Star Observers. 2010-01-04  [2014-07-25]. （原始内容存档于2021-01-05）.
34. ↑  Otero, Sebastian. . AAVSO Website. American Association of Variable Star Observers. 2011-11-03  [2014-07-25]. （原始内容存档于2017-11-07）.
35. ↑  Chang, S.-W.; Protopapas, P.; Kim, D.-W.; Byun, Y.-I. . The Astronomical Journal. 2013, 145 (5): 10. Bibcode:2013AJ....145..132C. arXiv:1303.1031 . doi:10.1088/0004-6256/145/5/132. 132.
36. ↑  Geballe, T.R.; Noll, K.S.; Whittet, D.C.B.; Waters, L.B.F.M. . The Astrophysical Journal. 1989, 340: L29. Bibcode:1989ApJ...340L..29G. doi:10.1086/185431.
37. ↑  VSX. . The International Variable Star Index. American Association of Variable Star Observers. 2010-01-04  [2013-06-15]. （原始内容存档于2021-01-05）.
38. ↑  Otero, Sebastian. . The International Variable Star Index. 2012-11-23  [2014-07-14]. （原始内容存档于2021-01-05）.
39. ↑  Kilkenny, D.; Westerhuys, J. E. . The Observatory. 1990, 110: 90–92. Bibcode:1990Obs...110...90K.
40. ↑  Lovis, C.; Mayor, M.; Bouchy, F.; Pepe, F.; Queloz, D.; Santos, N.C.; Udry, S.; Benz, W.; Bertaux, J.-L.; Mordasini, C.; Sivan, J.-P. . Astronomy and Astrophysics. 2005, 437 (3): 1121–26  [2016-07-31]. Bibcode:2005A&A...437.1121L. arXiv:astro-ph/0503660 . doi:10.1051/0004-6361:20052864. （原始内容存档于2019-05-17）.
41. ↑  Hellier, Coel; Anderson, D. R.; Collier Cameron, A.; Doyle, A. P.; Fumel, A.; Gillon, M.; Jehin, E.; Lendl, M.; Maxted, P. F. L.; Pepe, F.; Pollacco, D.; Queloz, D.; Ségransan, D.; Smalley, B.; Smith, A. M. S.; Southworth, J.; Triaud, A. H. M. J.; Udry, S.; West, R. G. . Monthly Notices of the Royal Astronomical Society. 2012, 426 (1): 439–50. Bibcode:2012MNRAS.426..739H. arXiv:1204.5095 . doi:10.1111/j.1365-2966.2012.21780.x.
42. ↑  Burgasser, Adam J.; Putman, Mary E. . The Astrophysical Journal. 2005-06-10, 626 (1): 486–497  [2016-07-31]. Bibcode:2005ApJ...626..486B. arXiv:astro-ph/0502365 . doi:10.1086/429788. （原始内容存档于2020-09-18）.
43. ↑  Leggett, S. K.; Cushing, Michael C.; Saumon, D.; Marley, M. S.; Roellig, T. L.; Warren, S. J.; Burningham, Ben; Jones, H. R. A.; Kirkpatrick, J. D.; Lodieu, N.; Lucas, P. W.; Mainzer, A. K.; Martín, E. L.; McCaughrean, M. J.; Pinfield, D. J.; Sloan, G. C.; Smart, R. L.; Tamura, M.; Van Cleve, J. . The Astrophysical Journal. 2009, 695 (2): 1517–1526. Bibcode:2009ApJ...695.1517L. arXiv:0901.4093 . doi:10.1088/0004-637X/695/2/1517.
44. 1 2  Streicher, Magda. . Monthly Notes of the Astronomical Society of Southern Africa. 2010, 69 (5–6): 107–12. Bibcode:2010MNSSA..69..107S.
45. ↑  Moore & Tirion 1997
46. ↑  Nemiroff, Robert. . Astronomy Picture of the Day. 1997-04-23  [2012-04-09]. （原始内容存档于2011-01-16）.
47. ↑  Smith Castelli, Analía V.; Bassino, Lilia P.; Richtler, Tom; Cellone, Sergio A.; Aruta, Cristian; Infante, Leopoldo. . Monthly Notices of the Royal Astronomical Society. 2008, 386 (4): 2311–22  [2016-07-31]. Bibcode:2008MNRAS.386.2311S. arXiv:0803.1630 . doi:10.1111/j.1365-2966.2008.13211.x. （原始内容存档于2017-07-02）.
48. ↑  Dirsch, B.; Richtler, T.; Bassino, L.P. . Astronomy and Astrophysics. 2003, 408: 929–39  [2016-07-31]. Bibcode:2003A&A...408..929D. arXiv:astro-ph/0307200 . doi:10.1051/0004-6361:20031027. （原始内容存档于2017-11-09）.